# Озберн, Джек
Джек Э. Озберн (англ. Jack A. Ozburn; 4 января 1913, Мерфисборо, штат Иллинойс, США — 14 февраля 1969, Акрон, штат Огайо, США) — американский профессиональный баскетболист. Двукратный чемпион НБЛ (1939, 1940).

## Ранние годы
Джек Озберн родился 4 января 1913 года в городе Мерфисборо (штат Иллинойс). В 1933 году закончил Монмутский колледж, где в течение четырёх лет играл за команду «Монмут Файтинг Скотс», в которой провёл успешную карьеру. При Озберне «Файтинг Скотс» ни разу не выигрывали ни регулярный чемпионат, ни турнир конференции Midwest Collegiate Athletic, а также ни разу не выходили в плей-офф студенческого чемпионата США.

## Профессиональная карьера
Играл на позиции лёгкого форварда и атакующего защитника. В 1937 году Джек Озберн заключил соглашение с командой «Акрон Файрстоун Нон-Скидс», выступавшей в Национальной баскетбольной лиге (НБЛ). Позже выступал за команду «Толидо Джим Уайт Шевролетс» (НБЛ). Всего в НБЛ провёл 5 сезонов. В сезонах 1938/1939 и 1939/1940 годов Озберн, будучи одноклубником Джерри Буша, Ховарда Кейбла и Джона Моира, стал двукратным чемпионом НБЛ в составе «Акрон Файрстоун Нон-Скидс». Один раз включался в 1-ю сборную всех звёзд НБЛ (1941), а также три года подряд — во 2-ю сборную всех звёзд НБЛ (1938—1940). Всего за карьеру в НБЛ он сыграл 87 игр, в которых набрал 818 очков (в среднем 9,4 за игру). Помимо этого Озберн в составе «Файрстоун Нон-Скидс» три раза участвовал во Всемирном профессиональном баскетбольном турнире, но без особого успеха.

## Смерть
Джек Озберн умер 14 февраля 1969 года на 57-м году жизни в городе Акрон (штат Огайо).